# مارك غوثري (سياسي)
مارك غوثري هو سياسي أمريكي، ولد في 8 فبراير 1952. نشط حزبياً في الحزب الديمقراطي. وقد انتخب عضو مجلس نواب أوهايو ‏.